# Trampolín del Hochfirst

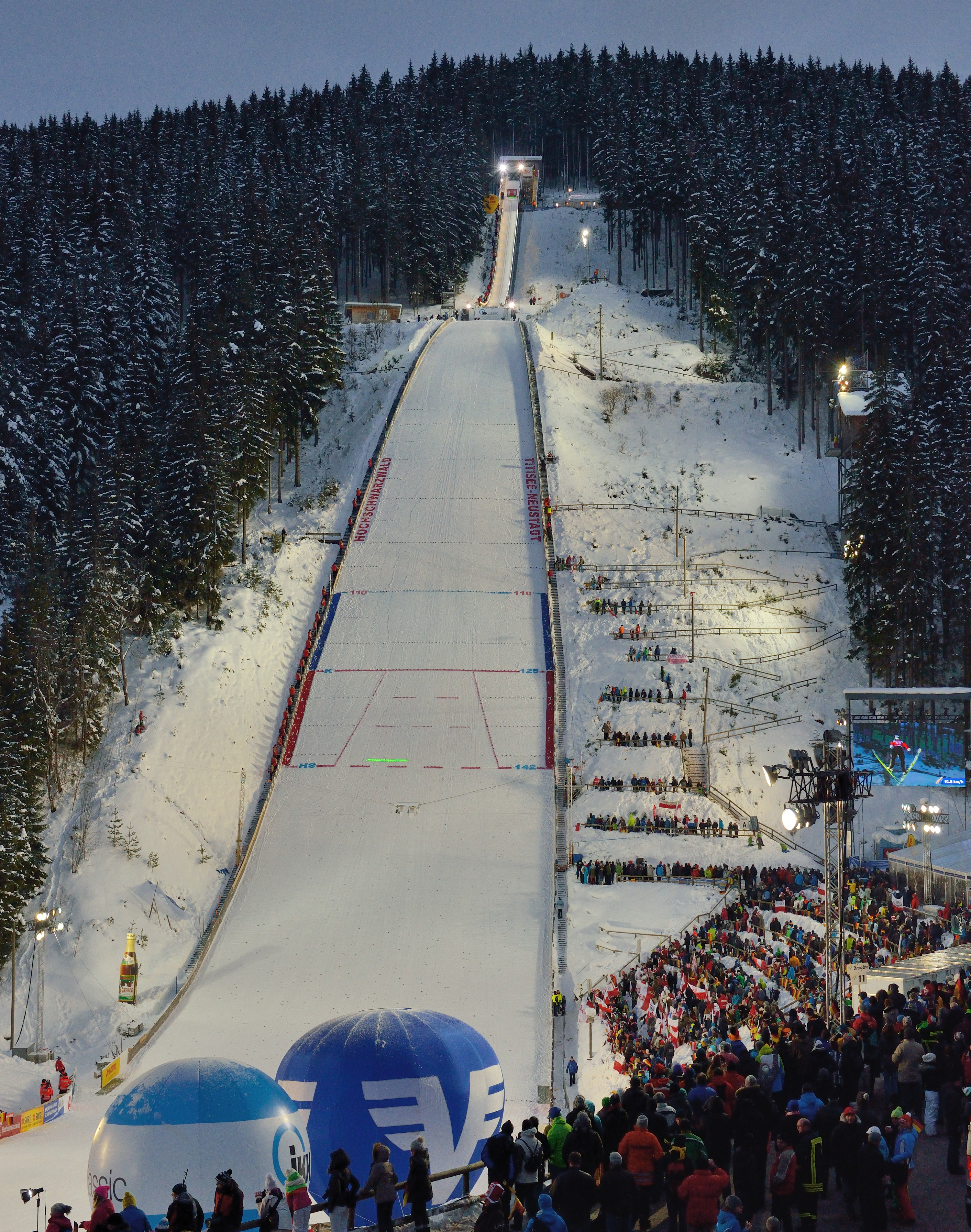
Trampolín del Hochfirst

El trampolín del Hochfirst (en alemán: Hochfirstschanze) es un trampolín de salto de esquí al sureste de Neustadt en la Selva Negra en el sur de Baden-Wurtemberg, Alemania, en la ladera del monte Hochfirst. Es el mayor trampolín natural de Alemania. La altura total es aproximadamente 120m, la longitud de la carrera de impulso 104,8m y el ángulo de inclinación en la mesa del trampolín 11 grados.